# August Christoph von Wackerbarth

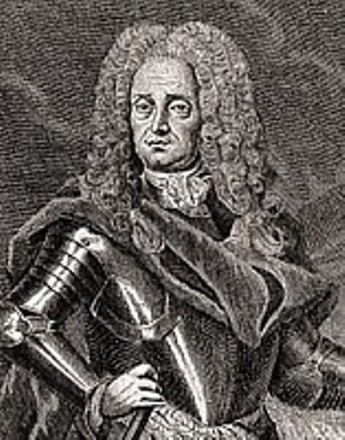
August Christoph von Wackerbarth.

August Christoph von Wackerbarth, född den 22 mars 1662 i Lauenburg, död den 14 augusti 1734 i Dresden, var en tysk greve och fältmarskalk.
von Wackerbarth gick 1685 i kursachsisk tjänst, där han slutligen, 1728, avancerade till generalfältmarskalk. Han kämpade emot turkarna på 1690-talet samt i Spanska tronföljdskriget och i Stora nordiska kriget, där han utmärkte sig särskilt utanför Stralsund 1715. von Wackerbarth, som 1708 blev riksgreve, var i sitt andra äktenskap gift med markgreve Karl Filips av Brandenburg änka, Caterina di Balbiano. Han adopterade en av hennes söner, från första äktenskapet med en italiensk greve, Joseph Anton Gabaleon von Wackerbarth-Salmour.